# Four Tops
Four Tops je americká hudební skupina, jejíž popularita kulminovala v 60. letech 20. století. Na jejím repertoáru byly soulové a jazzové skladby, i písně ve stylu R&B nebo doo-wop.
V roce 1954 ji založili Levi Stubbs, Abdul „Duke“ Fakir, Renaldo „Obie“ Benson a Lawrence Payton. The Four Tops byli jednou ze skupin, která spolu s autorským týmem Holland–Dozier–Holland utvářela Motown Sound, druh soulové hudby, vydávaný značkou Motown.
Roku 1990 byla skupina uvedena do Rokenrolové síně slávy v Clevelandu v Ohiu. V roce 2009 získala cenu Grammy za celoživotní dílo.
Mezi největší hity kapely patřily písně „Standing in the Shadows of Love“, „I Can't Help Myself“, „Reach Out I'll Be There“, „Bernadette“ nebo „7-Rooms of Gloom“.

## Původní sestava
- Levi Stubbs (1936–2008) – frontman, baryton
- Abdul „Duke“ Fakir (* 1935) – tenor
- Renaldo „Obie“ Benson (1936–2005) – bas
- Lawrence Payton (1938–1997) – tenor